# Wu Li

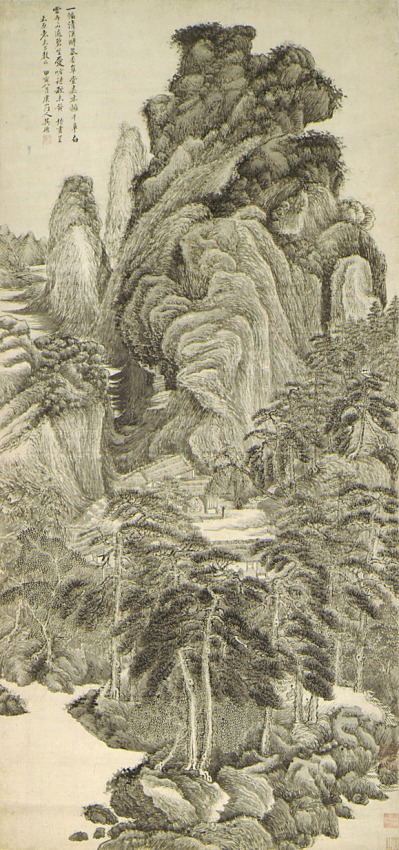
"Recitant poesia abans de la tardor que s'esgrogueïx"

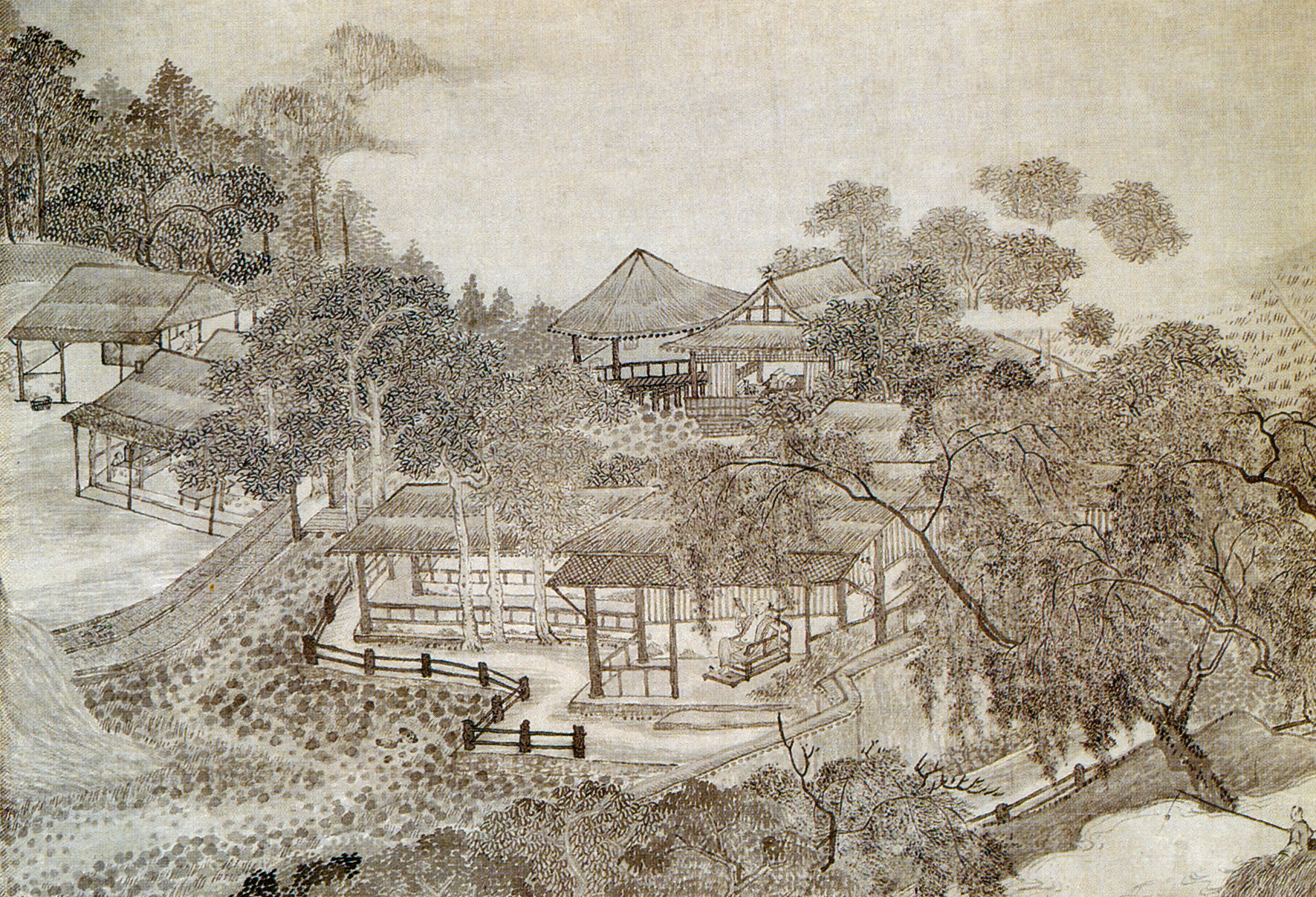
"Descans estiuenc a l'ombra de cases amb sostre de palla"

Wu Li (xinès simplificat: 吴历; xinès tradicional: 吳歷; pinyin: Wú Lì), també conegut com a Yu Shan, fou un pintor, músic i poeta xinès que va viure sot la dinastia Qing. Va néixer a Changsu, província de Jiangsu vers l'any 1632 i va morir el 1718. Va iniciar-se en la poesia amb Qian Qianyi. Va convertir-se al cristianisme i fou ordenat sacerdot a Macau (l'any 1688) exercint com a missions jesuïtes a Jiangsu i Xangai.
Wu Li va ser un pintor paisatgista amb un estil propi,va aprendre, juntament amb l'estudiant Wang Hui, amb els mestres Wang Shimin i Wang Jian i va ser influït per Huang Gongwang i Wang Meng. Utilitzava pinzellades seques amb colors clars. Fou especialment hàbil en l'estil arcaic “ verd i blau” inspirant-se en els mestres dels períodes Song i Yuan. Se'l considera un dels “Sis Mestres“ del període inicial Qing (col·lectiu format pels pintors anteriors amb Wang Yuanqi i Yun Shouping que també eren coneguts com els "Quatre Wang, Wu i Yun”). Entre les seves pintures destaquen: “ Paisatge amb un lletrat dins una cabana”, “Llac, cel i color de primavera” i “Núvols blancs entre muntanyes verdes”. Es troben obres seves a la Freer Gallery de Washington, al Metropolitan Museum of Art de Nova York, al Museum of Art de Cleveland, al Museu de Belles Arts de Boston, al Museu Britànic de Londres, al Museu Nacional del Palau de Taipei, al Museu del Palau de Pequín i al Museu de Xangai.